# Galenia fruticosa
Galenia fruticosa är en isörtsväxtart som först beskrevs av Carl von Linné d.y., och fick sitt nu gällande namn av Otto Wilhelm Sonder. Galenia fruticosa ingår i släktet galenior, och familjen isörtsväxter. Inga underarter finns listade i Catalogue of Life.